# 뒤렌

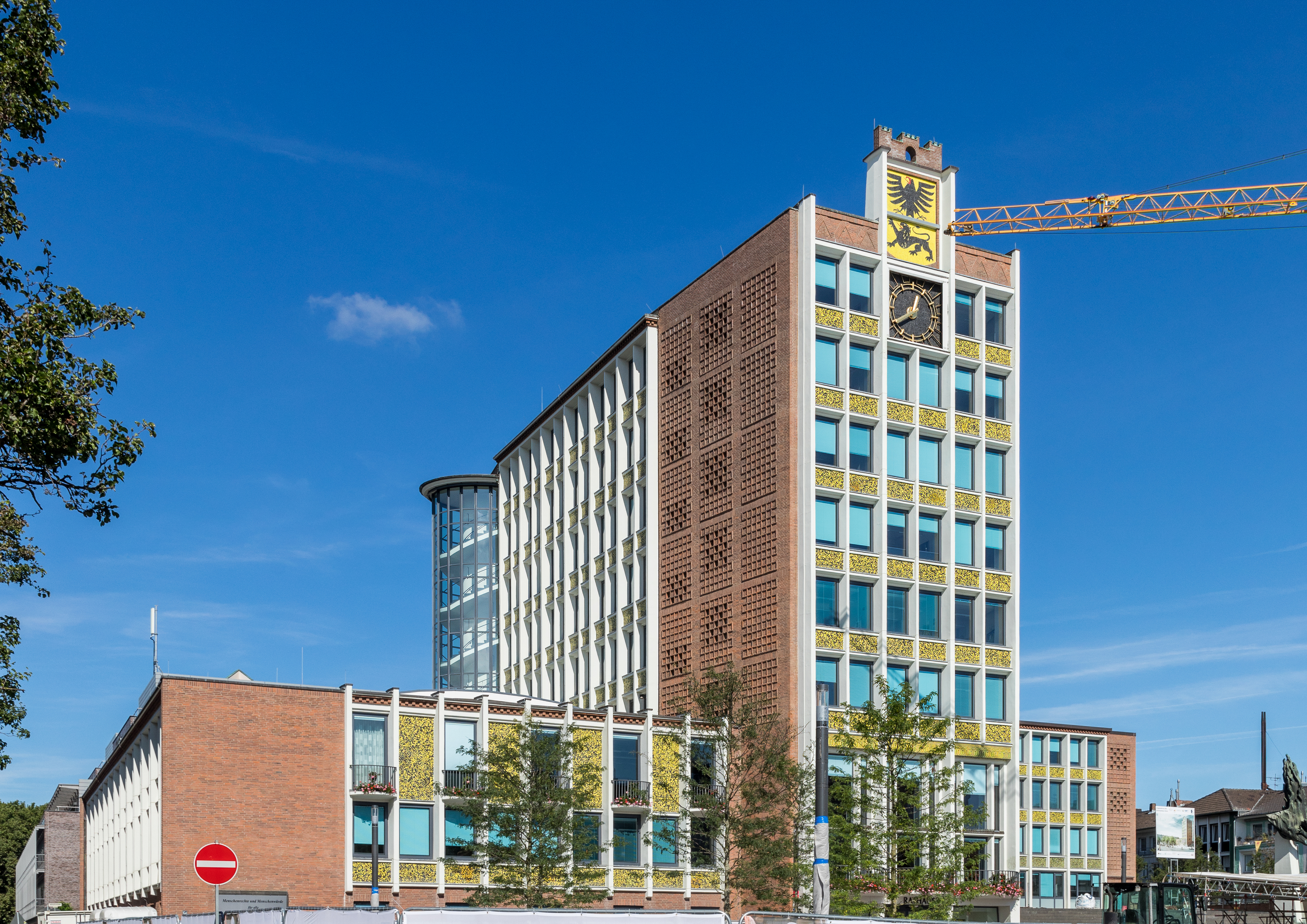

뒤렌(독일어: Düren)은 독일 서부 노르트라인베스트팔렌주에 있는 도시이다. 인구 92,820명(2010년).
네덜란드에서 흘러 오는 마스강의 지류인 루어강 연안에 위치한다. 켈트족이 처음 정착하여 Durum이라 하였고, 그 후 게르만족이 정착하였으나 로마 제국에 정복되었다. 로마 제국의 도시 쾰른으로 통하는 길목에 있어 중시되었다. 8세기 ~ 9세기, 프랑크 왕국의 피핀 3세와 샤를마뉴 시대에 발전하였다. 그 후 성벽이 구축되었고, 13세기에 도시 지위를 얻었다. 그 후 여러 전쟁으로 파괴되었고, 19세기에 프로이센의 라인 주에 속하게 되었다. 19세기 말에서 20세기 전반에 걸쳐 산업의 발달로 부유한 도시가 되었으나, 제2차 세계대전 때 연합군의 주요 공습 목표 지점이 되어 거의 폐허가 되었다. 현재는 룩셈부르크·벨기에·네덜란드 국경에서 멀지 않은, 아헨과 쾰른 사이의 주요 도시로 교통의 요지이다.